# Europaspiele 2019/Leichtathletik
Bei den Europaspielen 2019 in Minsk wurden zehn Wettbewerbe in der Leichtathletik ausgetragen. Die Wettbewerbe fanden vom 23. bis zum 28. Juni im Dinamo-Stadion statt.

## Bilanz

### Medaillenspiegel
| Platz | Land         | Gold | Silber | Bronze | Gesamt |
| ----- | ------------ | ---- | ------ | ------ | ------ |
| 01    | Belarus      | 3    | 3      | —      | 6      |
| 02    | Ukraine      | 3    | 1      | 2      | 6      |
| 03    | Russland     | 1    | 3      | —      | 4      |
| 04    | Italien      | 1    | —      | 1      | 2      |
| 04    | Portugal     | 1    | —      | 1      | 2      |
| 06    | Slowenien    | 1    | —      | —      | 1      |
| 07    | Tschechien   | —    | 2      | —      | 2      |
| 08    | Slowakei     | —    | 1      | —      | 1      |
| 09    | Griechenland | —    | —      | 2      | 2      |
| 10    | Deutschland  | —    | —      | 1      | 1      |
| 10    | Lettland     | —    | —      | 1      | 1      |
| 10    | Türkei       | —    | —      | 1      | 1      |
| 10    | Ungarn       | —    | —      | 1      | 1      |

### Medaillengewinner
| Konkurrenz   | Gold              | Silber           | Bronze                  |
| ------------ | ----------------- | ---------------- | ----------------------- |
| 100 m        | Carlos Nascimento | Ján Volko        | Jak Ali Harvey          |
| 110 m Hürden | Hassane Fofana    | Wital Parachonka | Konstandinos Douvalidis |
| Hochsprung   | Maksim Nedassekau | Ilja Iwanjuk     | Bohdan Bondarenko       |

| Konkurrenz   | Gold                   | Silber                        | Bronze                        |
| ------------ | ---------------------- | ----------------------------- | ----------------------------- |
| 100 m        | Maja Mihalinec         | Kryszina Zimanouskaja         | Rafalia Spanoudaki-Chatziriga |
| 100 m Hürden | Elwira Herman          | Hanna Plotizyna               | Gréta Kerekes                 |
| Weitsprung   | Jelena Sokolowa        | Nastassja Mirontschyk-Iwanowa | Maryna Bech-Romantschuk       |
| Speerwurf    | Tazzjana Chaladowitsch | Jekaterina Starygina          | Madara Palameika              |

| Konkurrenz         | Gold    | Silber     | Bronze   |
| ------------------ | ------- | ---------- | -------- |
| 4 × 400 m Staffel  | Ukraine | Tschechien | Portugal |
| Distanz Verfolgung | Ukraine | Tschechien | Italien  |

| Konkurrenz         | Gold    | Silber  | Bronze      |
| ------------------ | ------- | ------- | ----------- |
| Mannschaftswertung | Ukraine | Belarus | Deutschland |